# Francesco Cherubini
Francesco Cherubini (Montalboddo, 1585 - Senigallia, 24 de abril de 1656) foi um cardeal do século XVII.

## Biografia
Nasceu em Montalboddo em 1585, Montalboddo (desde 1881, conhecido como Ostra), diocese de Senigaglia. De família antiga e modesta. Seu sobrenome também está listado como Chatillon Cherubini
Foi para Roma e obteve o doutorado in utroque iure , direito canônico e civil..
Assistente de estúdio de Giambattista Pamphilj, auditor da Sagrada Rota Romana e futuro Papa Inocêncio X (1644-1655); acompanhou-o como auditor das nunciaturas de Nápoles e da Espanha. Auditor de Sua Santidade. Cânon da basílica patriarcal do Vaticano. Referendário dos Tribunais da Assinatura Apostólica da Justiça e da Graça, 13 de março de 1645..
Criado cardeal sacerdote no consistório de 7 de outubro de 1647; recebeu o gorro vermelho e o título de S. Giovanni a Porta Latina, em 16 de dezembro de 1647. Pró-auditor de Sua Santidade. Participou do conclave de 1655, que elegeu o Papa Alexandre VII..
Eleito bispo de Senigaglia em 2 de agosto de 1655. Consagrado em 8 de agosto de 1655 na igreja de Gesù, em Roma, pelo cardeal Marcantonio Franciotti..
Morreu em Senigaglia em 24 de abril de 1656. Sepultado na igreja priorial e paroquial de S. Croce delle "Quattro Colonne", Montalboddo.